# David Barker (scénariste)
Pour les articles homonymes, voir David Barker et Barker.
David Barker est un réalisateur, scénariste, monteur et producteur américain de cinéma.

## Filmographie

### Comme scénariste
- 1999 : Afraid of Everything de David Barker
- 2004 : Seven Days de David Barker
- 2009 : Daylight de David Barker
- 2014 : Thou Wast Mild and Lovely (en) de Josephine Decker
- 2016 : White Sun (en) de Deepak Rauniyar
- 2019 : Une démocratie en danger (documentaire) de Petra Costa

### Comme réalisateur
- 1994 : Telephone
- 1999 : Afraid of Everything
- 2004 : Seven Days
- 2009 : Daylight

### Comme producteur
- 1999 : Afraid of Everything de David Barker
- 2004 : Seven Days de David Barker

### Comme monteur
- 2011 : Here de Braden King
- 2014 : Thou Wast Mild and Lovely (en) de Josephine Decker
- 2015 : Olmo and the Seagull (pt) (Olmo and the Seagull) de Petra Costa et Lea Glob
- 2016 : Approaching the Unknown (en) de Mark Elijah Rosenberg
- 2016 : White Sun (en) de Deepak Rauniyar
- 2019 : Une démocratie en danger (documentaire) de Petra Costa
- 2020 : Shirley de Josephine Decker